# Ватимениль
Ватимени́ль (фр. Vathiménil) — коммуна во французском департаменте Мёрт и Мозель региона Лотарингия. Относится к  кантону Жербевиллер.

## География
Ватимениль расположен в 39 км к юго-востоку от Нанси. Соседние коммуны: Шеневьер на севере, Флен на юго-востоке, Муаян на юго-западе, Фрембуа и Сен-Клеман на северо-западе.

## Демография
Население коммуны на 2010 год составляло 329 человек.
| 1962 | 1968 | 1975 | 1982 | 1990 | 1999 | 2010 |
| ---- | ---- | ---- | ---- | ---- | ---- | ---- |
| 273  | 257  | 210  | 230  | 265  | 254  | 329  |

## Достопримечательности
- Церковь 1729 года.